# James P. Cannon

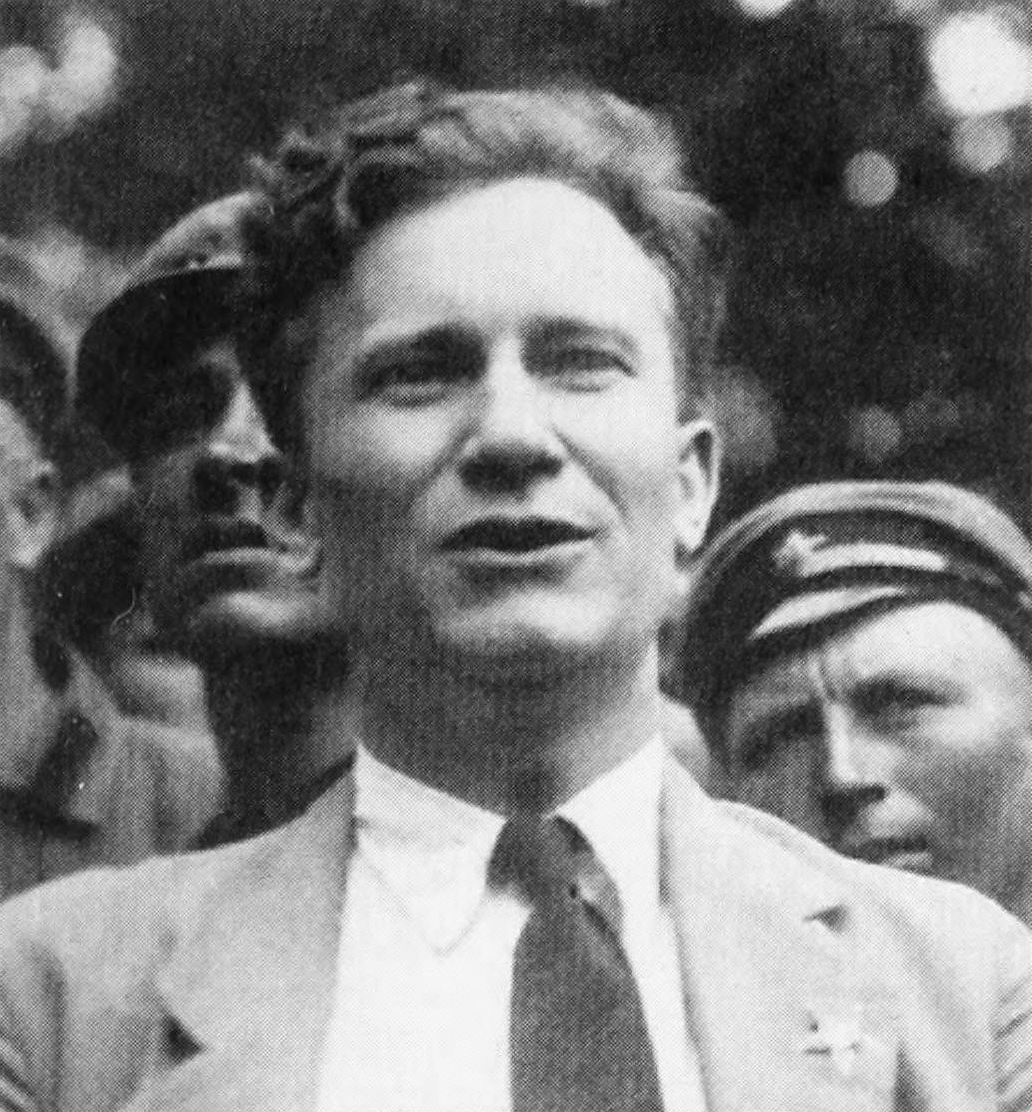
James (Jim) Cannon

James (Jim) Patrick Cannon (Rosedale (Kansas City), 11 februari 1890 – Los Angeles, 21 augustus 1974) was een Amerikaans communistisch journalist, schrijver, activist en politiek leider. 
Cannon kwam uit een vakbondsgezind arbeidersgezin en sloot zich op 18-jarige leeftijd aan bij de Socialist Party of America en later ook bij de Industrial Workers of the World (IWW). Hij werd organizer bij de IWW en was betrokken bij verschillende stakingen als organisator, orator of vakbondsjournalist.
Na de Oktoberrevolutie ging Cannon de linkervleugel van de SP vertegenwoordigen en richtte hij mee de Amerikaanse communistische beweging op. In de jaren 20 maakte hij deel uit van de partijtop van de Communistische Partij en nam hij meermaals deel aan de Komintern. In 1928 maakt hij kennis met Leon Trotski's Linkse Oppositie tegen het stalinisme. Toen hij terug in de Verenigde Staten de partij vanaf links begon te bekritiseren, werd hij er in oktober 1928 uit gezet.
Samen met enkele lotgenoten richtte Cannon het Amerikaanse trotskisme op, met onder andere het blad The Militant en de Communist League of America (CLA). De trotskisten kozen midden jaren 30 voor een strategie van entrisme en sloten ze zich en masse aan bij de Socialist Party van Norman Thomas, alvorens in 1938 zelf een organisatie op te richten: de Socialist Workers Party (SWP). Van 1938 tot 1953 diende Cannon als partijleider. In die periode was Cannon 's lands meest vooraanstaand trotskist. Hij speelde een grote rol in de ontwikkeling van de Vierde Internationale. Na onenigheid over de 'revisionistische' koers van de Internationale richtte Cannon in 1953 mee de 'orthodoxe' International Committee of the Fourth International.
Tijdens zijn carrière schreef en publiceerde Cannon verschillende artikels, tijdschriften en boeken, voornamelijk over de geschiedenis van het trotskisme in de Verenigde Staten. Cannon staat te boek als de meest vooraanstaande trotskist in de geschiedenis van Amerikaans links.
Cannon overleed in 1974 op 84-jarige leeftijd in Los Angeles.
- Bibliothèque nationale de France: cb12163482v (data)
- Catàleg d'autoritats de noms i títols de Catalunya: 981058515810806706
- CiNii: DA0726914X
- Gemeinsame Normdatei: 129006076
- International Standard Name Identifier: 0000 0000 8127 4281
- Library of Congress Control Number: n50051959
- Nationale Bibliotheek van Tsjechië: skuk0001955
- Nationale bibliotheek van Australië: 35025646
- Nationale Bibliotheek van Israël: 987007277774405171
- Nederlandse Thesaurus van Auteursnamen: 070263027
- Réseau des bibliothèques de Suisse occidentale: 02-A003074171
- Istituto Centrale per il Catalogo Unico: RAVV050176
- LIBRIS: 181015
- SNAC: w6805grv
- Système universitaire de documentation: 030162602
- Trove: 1064976
- Virtual International Authority File: 49265621
- WorldCat: E39PBJbCKqtyPDyc8cXYTC9Rrq